# Розвинниця
Розвинниця (пол. Roźwienica) — село на Закерзонні, в Польщі, у гміні Розвинниця Ярославського повіту Підкарпатського воєводства.
Населення — 685 осіб (2011).

## Розташування
Знаходиться в західній частині Надсяння. Розташоване на відстані 10 км на південний захід від повітового центру Ярослава і 43 км на схід від воєводського центру Ряшева. Через село проходить воєводська дорога № 880.

## Історія
Село вперше згадується в 1387 р., коли король Владислав Ягайло подарував село Яну з Тарнова.
За податковим реєстром 1515 р. села Розвинниця і Воля Розвинницька були у володінні Дершняка, було 22 лани (коло 550 га) оброблюваної землі, млин, 2 корчми і піп (отже, була й церква).
За податковим реєстром 1589 р. село Розвинниця належало до фортеці Ярослав, було 15 і 1/4 лану (коло 481 га) оброблюваної землі, 6 загородників із земельною ділянкою та 3 без неї, 4 коморників з тягловою худобою і 9 без неї, піп.
До 1772 року Розвинниця входила до складу Перемишльської землі Руського воєводства Королівства Польського.
Церква і парафія в селі востаннє фіксуються в шематизмі 1849 р. і відсутні в наступному шематизмі 1868 р. Польською адміністрацією Галичини продовжувалась п'ятсотрічна політика латинізації та полонізації українців.
Відповідно до «Географічного словника Королівства Польського» в 1880 р. Розвинниця знаходилась у Ярославському повіті Королівства Галичини і Володимирії, в селі було 74 будинки і ще 4 на землях фільварку Б. Гурського, загалом було 392 мешканці, з них 134 греко-католики, 238 римо-католиків і 19 юдеїв, греко-католики ходили до церкви парафії Полнятичі Порохницького деканату Перемишльської єпархії. На той час українці лівобережного Надсяння опинилися в меншості.
Після розпаду Австро-Угорщини і утворення 1 листопада 1918 р. Західноукраїнської Народної Республіки Розвинниця разом з усім Надсянням були окуповані Польщею в результаті кривавої війни. Розвинниця входила до Ярославського повіту Львівського воєводства, в 1934—1939 рр. — була адміністративним центром ґміни Розьвениця. На 1.01.1939 в селі проживало 720 мешканців, з них 160 польськомовних українців-грекокатоликів, 535 поляків, 25 євреїв.
16 серпня 1945 року Москва підписала й опублікувала офіційно договір з Польщею про встановлення лінії Керзона українсько-польським кордоном. Українці не могли протистояти антиукраїнському терору після Другої світової війни. Частину добровільно-примусово виселили в СРСР (22 особи — 5 родин). Решта українців села попала в 1947 році під етнічну чистку під час проведення Операції «Вісла» і була депортована на понімецькі землі у західній та північній частині польської держави, що до 1945 належали Німеччині.
У 1975—1998 роках село належало до Перемишльського воєводства.

## Демографія
Демографічна структура станом на 31 березня 2011 року:
|          | Загалом | Допрацездатний вік | Працездатний вік | Постпрацездатний вік |
| -------- | ------- | ------------------ | ---------------- | -------------------- |
| Чоловіки | 339     | 65                 | 251              | 23                   |
| Жінки    | 346     | 69                 | 206              | 71                   |
| Разом    | 685     | 134                | 457              | 94                   |